# SLO DAB+ R2
| MOŽNA KRŠITEV AVTORSKIH PRAVIC |
| Besedilo, ki je bilo objavljeno tukaj, domnevno krši avtorske pravice naslednjega oz. naslednjih virov: https://digitalniradio.si/slisnost/omrezje-r2/ Stran je na seznamu avtorskopravno spornega gradiva. Prosimo, da je do nadaljnjega ne urejate. Če želite napisati nov članek, sledite povezavi na začasno podstran. Vedite, da preprosto predrugačenje avtorsko zavarovanega besedila ne zadostuje za izognitev kršitvam avtorskih pravic — članek je najbolje napisati na novo. Ko bo stanje avtorskih pravic jasno, bo vaš novi članek na svoje mesto prestavil kateri izmed administratorjev. |
| 1. Prosimo, da do nadaljnjega strani ne urejate. 2. Če ste imetnik avtorskih pravic do gradiva vi sami ali imate dovoljenje za njegovo uporabo v skladu z določili naše licence, vas prosimo, da to navedete na pogovorni strani te strani in pri navedku članka na strani Wikipedija:Težave z avtorskimi pravicami. 3. Ne poskušajte spornega gradiva objaviti znova, saj ga bomo odstranili. Članek bomo obnovili, če bomo ugotovili, da ima Wikipedija dovoljenje za objavo ali da je zgornji vir le kopija prejšnje vsebine članka (morda gre za zrcalo Wikipedije). 4. Če želite članek urejati, ga na novo napišite na začasni podstrani in nas na pogovorni strani te strani seznanite s tem. 5. Če stanje avtorskih pravic ne bo jasno v enem tednu, bo članek izbrisan. Če je kdo napisal nov članek, ga bomo nadomestili z njim. |
| - Objava avtorsko zavarovanega gradiva brez izrecnega dovoljenja imetnika avtorskih pravic je kršitev zakonov avtorskega prava in pravil Wikipedije. Uporabnikom, ki avtorsko gradivo objavljajo znova in znova, bomo nadaljnje urejanje morda prisiljeni preprečiti. Vedite pa, da tudi če gre tokrat resnično za kršitev avtorskih pravic, vse vaše izvirne prispevke še vedno sprejmemo z veseljem. - Prvotna objava je še vedno dostopna prek zgodovine strani. |
| Če ste stran kot mogočo kršitev avtorskih pravic pravkar označili vi sami, dodajte na dno strani Wikipedija:Težave z avtorskimi pravicami naslednjo vrstico: * {subst:članek-cv\|SLO DAB+ R2} iz [https://digitalniradio.si/slisnost/omrezje-r2/]. ~~~~ Na pogovorno stran uporabnika, ki je objavil skopirano vsebino, pa: {subst:prepisovanje\|pg=SLO DAB+ R2\|vir=https://digitalniradio.si/slisnost/omrezje-r2/ }. ~~~~ |

## Opis
Drugo slovensko DAB+ digitalno radijsko omrežje, poimenovano Multipleks “R2”, je namenjeno pokrivanju območja celotne Slovenije, podobno kot prvo operativno omrežje R1, s to razliko, da je razdeljeno na dve geografski območji:
- VZHOD, s frekvenco 225.648 MHz (kanal 12B) poimenovan SLO DAB+ R2 E
- ZAHOD, s frekvenco 227.360 MHz (kanal 12C) poimenovan SLO DAB+ R2 W

Z njim upravlja RTV SLO OZ.

### Povzetek
- DAB+ omrežje R2

- operater: RTV SLO

- ime: “SLO DAB+ R2 E” in “SLO DAB+ R2 W”

- področje pokrivanja: nacionalno in regionalno

- (start 16.10.2020)

## Programi[1]

### Vzhod
|     | Ime programa        | Bitni pretok | Mono/Stereo | Zaščitno razmerje | Opomba           |
| --- | ------------------- | ------------ | ----------- | ----------------- | ---------------- |
| 1.  | Radio Maribor       | 88kbps       | stereo      | 3A                | start 14.10.2020 |
| 2.  | Pomurski MMR        | 88kbps       | stereo      | 3A                | start 14.10.2020 |
| 3.  | Radio Sraka         | 56kbps       | stereo      | 3A                | start 5/2022     |
| 4.  | Radio Murski Val    | 72kbps       | stereo      | 3A                | start 5/2022     |
| 5.  | Koroški Radio       | 56kbps       | stereo      | 3A                | start 4/2022     |
| 6.  | Radio Krka          | 56kbps       | stereo      | 3A                | start 5/2022     |
| 7.  | Radio Ptuj          | 56kbps       | stereo      | 3A                | start 5/2022     |
| 8.  | Toti Maxi           | 56kbps       | stereo      | 3A                | R1->R2E 6/2022   |
| 9.  | Radio Aktual Kum    | 56kbps       | stereo      | 3A                | start 1/2023     |
| 10. | Radio Celje         | 56kbps       | stereo      | 3A                | start 1/2023     |
| 11. | Radio Štajerski Val | 64kbps       | stereo      | 3A                | start 1/2023     |
| 12. | Radio Velenje       | 56kbps       | stereo      | 3A                | start 1/2023     |
| 13. | Radio Fantasi Celje | 56kbps       | stereo      | 3A                | start 2/2023     |
| 14. | Radio Antena        | 56kbps       | stereo      | 3A                | R1->R2E 2/2023   |
| 15. | Radio BOB           | 72kbps       | stereo      | 3A                | R1->R2E 2/2023   |
| 16. | Radio Rogla         | 80kbps       | stereo      | 3A                | start 1/2024     |
| 17. | Moj Radio           | 56kbps       | stereo      | 3A                | start 2/2024     |

### Zahod
| Ime programa | Bitni pretok      | Mono/Stereo | Zaščitno razmerje | Opomba |                  |
| ------------ | ----------------- | ----------- | ----------------- | ------ | ---------------- |
| 1.           | Radio Koper       | 88kbps      | stereo            | 3A     | start 14.10.2020 |
| 2.           | Radio Capodistria | 88kbps      | stereo            | 3A     | start 14.10.2020 |
| 3.           | Radio 94          | 56kbps      | stereo            | 3A     | start 4/2022     |
| 4.           | Radio Sora        | 56kbps      | stereo            | 3A     | start 5/2022     |
| 5.           | Alpski Val        | 64kbps      | stereo            | 3A     | start 5/2022     |
| 6.           | Radio Triglav     | 56kbps      | stereo            | 3A     | start 5/2022     |
| 7.           | Radio Robin       | 64kbps      | stereo            | 3A     | start 5/2022     |
| 8.           | Radio Capris      | 80kbps      | stereo            | 3A     | start 12/2022    |
| 9.           | Radio Kranj       | 56kbps      | stereo            | 3A     | start 3/2023     |
| 10.          | Best FM           | 56kbps      | stereo            | 3A     | R3->R2W 12/2022  |
| 11.          | Radio Antena      | 56kbps      | stereo            | 3A     | R1->R2W 2/2023   |
| 12.          | Radio BOB         | 72kbps      | stereo            | 3A     | R1->R2W 2/2023   |
| 13.          | Toti Maxi         | 56kbps      | stereo            | 3A     | +R2W 12/2023     |
| 14.          | Radio Gorenc      | 64kbps      | stereo            | 3A     | start 1/2024     |
| 15.          | Radio Hit         | 56kbps      | stereo            | 3A     | start 2/2024     |

## Oddajniki[2]

### Vzhod
1. Boč
2. Plešivec
3. Pohorje
4. Trdinov vrh

### Zahod
1. Beli križ
2. Krvavec
3. Kuk
4. Nanos
5. Skalnica
6. Tinjan

## Zgodovina sprememb in dogodkov

### SLO DAB+ R2 E[3]
- 14.10.2020 z oddajanjem pričneta Radio Maribor in Pomurski MMR
- v aprilu 2022 z oddajanjem prične Koroški Radio
- v maju 2022 z oddajanjem pričnejo Radio Krka, Radio Ptuj, Murski Val in Radio Sraka
- v juniju 2022 se iz omrežja R1 v R2E prestavi program Radio Maxi
- v januarju 2023 z oddajanjem pričnejo Radio Aktual Kum, Radio Velenje, Radio Celje in Radio Štajerski Val
- v februarju 2023 se iz omrežja R1 v R2E in R2W prestavita programa Radio Antena in Radio Bob
- v februarju 2023 z oddajanjem prične Radio Anetna Celje
- v aprilu 2023 se Radio Antena Celje preimenuje v Radio Fantasi Celje
- v septembru 2023 se Radio Maxi preimenuje v Toti Maxi
- v januarju 2024 z oddajanjem prične Radio Rogla
- v februarju 2024 z oddajanjem prične Moj Radio

### SLO DAB+ R2 W[4]
- 14.10.2020 z oddajanjem pričneta Radio Koper in Radio Capodistria
- v aprilu 2022 z oddajanjem prične Radio 94
- v maju 2022 z oddajanjem pričnejo Radio Sora, Radio Robin, Alpski Val in Radio Triglav
- v decembru 2022 z oddajanjem prične Radio Best FM (prestavi se iz omrežja R3)
- v decembru 2022 z oddajanjem prične Radio Capris
- v februarju 2023 se iz omrežja R1 v R2E in R2W prestavita programa Radio Antena in Radio Bob
- v marcu 2023 z oddajanjem prične Radio Kranj
- v decembru 2023 dodan Toti MS tudi v R2W
- v januarju 2024 z oddajanjem prične Radio Gorenc
- v februarju 2024 z oddajanjem prične Radio Hit

## DrugaDAB+ omrežja v Sloveniji
- SLO DAB+ R1
- SLO DAB+ R3
- SLO DAB+ R4
- SLO DAB+ R5

## Druge povezave
- Seznam slovenskih radijskih postaj